# Piliranova pilipes
Piliranova pilipes är en skalbaggsart som beskrevs av Stefan von Breuning 1960. Piliranova pilipes ingår i släktet Piliranova och familjen långhorningar.
Artens utbredningsområde är Madagaskar. Inga underarter finns listade i Catalogue of Life.